# Народный комиссариат обороны СССР
Наро́дный комиссариа́т оборо́ны СССР — высшее военное ведомство СССР с 1934 по 1946 годы.

## История
В 1920—1930-х годах высший военный орган РСФСР/СССР носил название Народного комиссариата по военным и морским делам (Наркомвоенмор).
20 июня 1934 года Наркомвоенмор СССР был преобразован в общесоюзный Народный комиссариат обороны СССР (НКО СССР). 30 декабря 1937 года из него выделен Народный комиссариат военно-морского флота СССР (НКВМФ СССР).
1 февраля 1944 года в связи с принятием Закона СССР о создании войсковых формирований союзных республик НКО СССР из общесоюзного наркомата преобразовывается в союзно-республиканский. РСФСР создала собственный Наркомат обороны.
25 февраля 1946 года по Указу Президиума Верховного Совета СССР НКО СССР слился с НК ВМФ СССР в единый союзно-республиканский Народный Комиссариат Вооружённых Сил СССР (НК ВС СССР). Под таким названием центральный орган обозначался в документах менее месяца, так как в соответствии с Законом СССР от 15 марта 1946 года о преобразовании Советов Народных Комиссаров СССР и союзных республик в Советы Министров его переименовали в Министерство Вооружённых Сил СССР (МВС СССР). 25 февраля 1947 года в соответствии с упомянутыми решениями были внесены изменения в Конституцию СССР.
Печатный орган Народного комиссариата по военным и морским делам (Наркомвоенмор) по части генерального штаба — журнал «Военное дело».
Центральным органом Народного комиссариата обороны Союза ССР по воспитанию начальствующего и рядового состава Красной Армии, пропаганде задач боевой подготовки и развитию передовой военной мысли является газета «Красная Звезда».
```
Положение о Народном комиссариате обороны Союза ССР [См. примечание 1 к тексту]

Раздел 1

Глава I Народный комиссариат обороны Союза ССР

1. Народный комиссариат обороны Союза ССР, в соответствии со статьёй 77 Конституции Союза
Советских Социалистических Республик является общесоюзным Народным комиссариатом Союза
Советских Социалистических Республик.
2. В Народном комиссариате обороны Союза ССР сосредоточивается руководство боевой,
мобилизационной и политической подготовкой земных и воздушных сил Красной Армии и
оперативным использованием их в военное время.
На Народный комиссариат обороны возлагается:
— разработка и представление на утверждение Правительства Союза ССР планов организации и
вооружения Красной Армии;
— разработка планов обороны страны и оперативного использования наземных и воздушных сил
и средств и организации тыла и материального обеспечения Красной Армии;
— организация наземных и воздушных сил Красной Армии, согласно указаниям Правительства;
— боевая подготовка войск;
— политическое воспитание личного состава Красной Армии;
— руководство проведением мероприятий по обучению личного состава Красной Армии как
кадров, так и запаса, рядового и начальствующего состава;
— постановка задач и контроль за проведением военного обучения граждан в учреждениях
Осоавиахима, РОККа, гражданских наркоматах и других центральных учреждениях СССР;
— выполнение заданий Правительства по организации противовоздушной обороны Союза ССР,
инспектирование хода подготовки к местной ПВО пунктов и объектов ПВО и проверка состояния
боеготовности этих пунктов и объектов, независимо от их ведомственной принадлежности;
— военное районирование Красной Армии;
— размещение и передвижение войск;
— проведение, на основании Закона, призывов граждан Союза ССР к отбыванию действительной
военной службы и учебных сборов;
— составление расписания болезней и физических недостатков, по которым призываемый
освобождается от действительной военной службы;
— комплектование армии конским составом;
— развитие и усовершенствование всех средств вооружения и боевой техники;
— проведение опытных мобилизаций;
— вооружение Красной Армии всеми видами боевой техники;
— снабжение армии всеми видами довольствия;
— осуществление оборонительного строительства Красной Армии;
— руководство санитарной и ветеринарной службой Красной Армии;
— подготовка и учет кадров начальствующего и рядового состава;
— руководство, на основании Закона, начальной и допризывной подготовкой учащейся молодежи;
— обеспечение пенсиями и пособиями личного состава Красной Армии;
— учет военнообязанных запаса;
— учет всех видов транспорта, конского состава и упряжи, подлежащих подготовке Красной
Армии по мобилизации;
— проверка мобготовности промышленности, центральных учреждений Союза ССР и
общественных организаций;
— производство военно-геодезических, военно-топографических и военно-
аэрофототопографических работ на всей территории Союза ССР;
— установление, на основании Закона, режима для граждан, проживающих в зонах укрепленных
районов, военных складов, полигонов и военных аэродромов;
— развитие военного законодательства;
— организация предприятий, действующих на началах хозяйственного расчета и утверждение их
уставов.
3. Народный комиссариат обороны Союза ССР издает:
а) приказы народного комиссара по армии по вопросам руководства Красной Армии;
б) приказы народного комиссара обороны по руководству деятельностью Народного
комиссариата обороны;
в) приказы Народного комиссара по личному составу армии;
г) боевые уставы Красной Армии, положения, инструкции и наставления по вопросам боевого и
оперативного использования вооруженных сил Союза ССР, устройства и службы войск;
д) правила учета военнослужащих и военнообязанных и правила о порядке предоставления им
отсрочек и льгот по призыву;
е) распоряжения, связанные с обязательной военной службой;
ж) правила ведения учета принадлежащих ведомствам и населению транспортных средств,
конского состава и упряжи, подлежащих поставке Красной Армии по мобилизации.

Глава II Народный комиссар обороны Союза СССР

4. Во главе Народного комиссариата обороны Союза ССР стоит народный комиссар обороны
Союза СССР, являющийся одновременно Главнокомандующим всеми наземными и воздушными
вооруженными силами Союза ССР.
5. Народный комиссар обороны назначается и увольняется Верховным Советом Союза ССР.
6. Народный комиссар обороны является членом Комитета Обороны при СНК Союза ССР.
7. Народный комиссар обороны отвечает за состояние боевой, политической и мобилизационной
готовности наземных и воздушных сил Красной Армии.
8. Народный комиссар обороны входите представлениями в Правительство по делам,
подлежащим разрешению в высших органах государственной власти и органах государственного
управления.
9. Народный комиссар обороны Союза ССР:
а) назначает и увольняет начальствующий состав Красной Армии, а также входит в надлежащих
случаях с представлениями в Правительство по этим вопросам;
б) присваивает воинские звания начальствующему составу, до полковника включительно;
в) представляет начальствующий состав к присвоению генеральских званий;
г) представляет личный состав армии к награждению орденами и медалями.
10. Народный комиссар обороны является распорядителем кредитов Наркомата обороны,
согласно Закону.
11. При чрезвычайных обстоятельствах народный комиссар обороны разрешает вопросы,
подлежащие ведению верховной власти, если разрешение этих вопросов не может быть отложено
без ущерба государственным интересам.

Глава III Заместители народного комиссара обороны

12. Заместители народного комиссара обороны назначаются и увольняются Советом Народных
Комиссаров Союза ССР и подчиняются непосредственно народному комиссару обороны Союза
ССР.
13. Один из заместителей народного комиссара обороны является первым заместителем и
замещает народного комиссара в его отсутствие.
14. Заместители народного комиссара обороны являются ближайшими и непосредственными
помощниками народного комиссара обороны. Круг их деятельности определяет народный
комиссар.
15. В отсутствие народного комиссара обороны и его первого заместителя, народного комиссара
замещает один из остающихся заместителей, по указанию народного комиссара.

Раздел 2 Главный военный совет Красной Армии

16. Для рассмотрения основных вопросов организации и устройства, боевой и мобилизационной
подготовки, вооружения и технического оснащения Красной Армии, образуется Главный военный
совет Красной Армии.
17. Председателем Главного военного совета Красной Армии является народный комиссар
обороны Союза ССР.
18. Состав Главного военного совета Красной Армии устанавливается Советом Народных
Комиссаров Союза ССР.
19. На Главный военный совет возлагается:
а) рассмотрение основных вопросов по организации и устройству наземных и воздушных сил
Красной Армии, комплектованию и мобилизационной подготовке армии и вопросов по всем
отраслям деятельности Народного комиссариата обороны, поставленных на обсуждение
народным комиссаром обороны;
б) рассмотрение новых образцов вооружения и боевой техники, а также системы вооружения
Красной Армии;
в) обсуждение мероприятий по обучению личного состава армии;
г) обсуждение проектов законов, подлежащих внесению на утверждение Правительства.
20. Решения Главного военного совета объявляются приказами народного комиссариата обороны.

Раздел 3 Центральные управления, инспекции и отделы Народного комиссариата обороны Союза ССР

21. В состав Народного комиссариата обороны Союза ССР входит:
1) Генеральный штаб Красной Армии;
2) Главное управление политической пропаганды Красной Армии;
3) Главное управление военных воздушных сил;
4) Главное артиллерийское управление;
5) Главное автобронетанковое управление;
6) Главное военно-инженерное управление;
7) Главное интендантское управление;
8) Управление боевой подготовки;
9) Управление противовоздушной обороны;
10) Управление связи;
11) Управление военно-химической защиты;
12) Управление снабжения горючим;
13) Управление военно-учебных заведений;
14) Управление кадров;
15) Санитарное управление;
16) Ветеринарное управление;
17) Управление делами при народном комиссаре обороны;
18) Финансовый отдел при народном комиссаре обороны;
19) Инспекции при народном комиссаре обороны:
а) Инспекция пехоты;
б) Инспекция кавалерии;
в) Инспекция артиллерии;
г) Инспекция автобронетанковых войск;
д) Инспекция военно-воздушных сил;
е) Инспекция инженерных войск;
ё) Инспекция связи;
20) Военное издательство;
21) Управление военно-конными заводами Красной Армии;
22) Редакция и издательство центрального органа Народного комиссариата обороны СССР
газеты «Красная Звезда».

Глава I Генеральный штаб Красной Армии

22. Генеральный штаб Красной Армии является центральным органом управления Народного
комиссариата обороны СССР по подготовке и использованию наземных и воздушных
вооруженных сил Союза ССР для обороны страны.
23. На Генеральный штаб Красной Армии возлагается:
а) разработка планов войны и оперативного использования наземных и воздушных вооруженных
сил и средств;
б) разработка заданий по оперативной подготовке театров военных действий во всех отношениях;
в) разработка заданий по оперативной подготовке и использованию путей сообщения на военное
время;
г) сбор и обработка военно-статистических материалов и сведений о театрах военных действий и
о вооруженных силах иностранных государств;
д) разработка планов организации вооруженных сил и схемы мобилизационного развертывания
Красной Армии;
е) разработка наставлений по вождению армейских соединений;
ж) разработка общих предположений для больших маневров Красной Армии;
з) разработка мероприятий по проведению войсковой мобилизации Красной Армии;
и) организация тыла и материального обеспечения Красной Армии как в мирное, так и в военное
время;
к) планирование воинских перевозок в мирное и военное время;
л) разработка мобилизационных заявок наркоматам, центральным учреждениям Союза ССР и
промышленности по обеспечению Красной Армии ресурсами на военное время;
м) дислокация пунктов хранения мобилизационных запасов;
н) руководство работой по составлению сводного годового плана заказов Народного
комиссариата обороны Союза ССР по всем видам вооружения, технического и материального
снабжения;
о) руководство разработкой оперативно-тактических заданий по усовершенствованию предметов
вооружения и технических средств борьбы;
п) руководство военно-топографической службой в Красной Армии;
р) снабжение войск картами в мирное и военное время;
с) руководство проведением призыва в Красную Армию и увольнения выслуживших сроки
военной службы.
24. Генеральный штаб Красной Армии издает:
а) приказания начальника Генерального штаба, отдаваемые во исполнение указаний народного
комиссара обороны;
б) инструкции, наставления и руководства по вопросам деятельности Генерального Штаба
Красной Армии.
25. Генеральный Штаб Красной Армии состоит из управлений:
а) оперативного;
б) разведывательного;
в) организационного;
г) военных сообщений;
д) мобилизационного;
е) устройства тыла и снабжения;
ё) укомплектования войск;
ж) военно-топографического
отделов:
а) укрепленных районов;
б) военно-исторического;
в) кадров;
г) хозяйственного.
Примечание: Начальник Управления военных сообщений Генерального штаба одновременно
является начальником военных сообщений Красной Армии и начальником железнодорожных
войск, а начальник Военно-топографического управления — начальником военно-
топографических частей.

Глава II Начальник Генерального штаба Красной Армии

26. Во главе Генерального штаба Красной Армии стоит начальник Генерального штаба.
27. Начальник Генерального штаба назначается и увольняется Советом Народных Комиссаров Союза
ССР [См. примечание 2 к тексту].
28. Начальник Генерального штаба является непосредственным и ближайшим исполнителем
указаний и распоряжений народного комиссара обороны и в соответствии с этими указаниями
объединяет деятельность всех управлений Народного комиссариата обороны.
29. Начальник Генерального штаба подписывает приказания армии и управлениям Наркомата
обороны, во исполнение указаний народного комиссара обороны.
30. Начальник Генерального штаба руководит разработкой планов по подготовке к войне и
объединяет работу штабов военных округов в этом отношении.
31. Начальник Генерального штаба Красной Армии является членом Комитета Обороны при СНК
СССР, Главного военного совета Красной Армии и Высшей аттестационной комиссии.
32. Начальник Генерального штаба следит за развитием и усовершенствованием всех отраслей
военного дела и за распространением военных знаний в Красной Армии.
33. Начальник Генерального штаба руководит военно-научными работами Генерального штаба,
ему подчиняется Академия Генерального штаба и Военная академия им. М.В. Фрунзе.

Глава III Главное управление военных воздушных сил

34. Главное управление военных воздушных сил является центральным органом Народного
комиссариата обороны по руководству боевой, политической
и технической подготовкой военных воздушных сил Красной Армии и по материально-
техническому снабжению этих войск.
35. На Главное управление военных воздушных сил возлагается:
а) руководство боевой и политической подготовкой частей военных воздушных сил;
б) руководство военно-учебными заведениями воздушных сил;
в) разработка вопросов организации и развития военных воздушных сил Красной Армии и их
использования во время войны;
г) усовершенствование методов боевого вождения авиационных соединений;
д) изучение, по указанию Генерального штаба Красной Армии, театров военных действий и всей
территории СССР для использования воздушных сил во время войны;
е) организация и руководство службой тыла военных воздушных сил;
ж) подбор и учет начальствующего состава военных воздушных сил и участие в его аттестовании;
з) накопление и обучение летного и технического состава запаса военных воздушных сил, в
соответствии с решениями Правительства;
и) снабжение военных воздушных сил авиационным и воздухоплавательным имуществом;
к) руководство технической эксплуатацией и организация ремонта материальной части авиации;
л) руководство работой по усовершенствованию самолетов, моторов и специального
оборудования;
м) разработка плана заказов на самолеты, моторы, авиационное вооружение, специальное
имущество и оборудование и размещение этих заказов в промышленности;
н) разработка планов снабжения военных воздушных сил на военное время и накопления
мобилизационных запасов;
о) строительство авиационных складов, аэродромов и научно-исследовательских учреждений
ВВС;
п) разработка штатов, табелей и норм авиационного вооружения;
р) хранение и учет всего авиационно-технического имущества;
с) разработка уставов, наставлений, инструкций и учебник пособий для военных воздушных сил
и снабжение ими частей Красной Армии;
т) наблюдение, по указанию Правительства, за развитием и подготовкой гражданского
воздушного флота, в соответствии с его мобилизационным предназначением.
36. Главное управление военных воздушных сил Красной Армии состоит из:
1) Штаба военных воздушных сил;
2) Управлений:
а) боевой подготовки;
б) эксплуатации и войскового ремонта;
в) кадров;
г) военно-учебных заведений;
д) аэродромной службы;
е) заказов самолетов;
ж) заказов моторов;
з) заказов вооружения и боеприпасов;
и) заказов средств связи;
к) снабжения;
л) ремонта.

Глава IV Главное артиллерийское управление

37. Главное артиллерийское управление является центральным органом Народного Комиссариата
обороны по руководству боевой и технической подготовкой артиллерии Красной Армии и
снабжению её средствами артиллерийского вооружения.
38. На Главное артиллерийское управление возлагается:
а) боевая подготовка войск наземной и зенитной артиллерии и воздухоплавательных отрядов;
б) руководство артиллерийскими военно-учебными заведениями;
в) подбор и учет начальствующего состава артиллерии и участие в его аттестовании;
г) снабжение войск артиллерийским вооружением всех видов;
д) разработка, по указанию Генерального штаба, предложений по использованию
артиллерийских соединений и артиллерийских средств и по усовершенствованию методов
боевого применения артиллерии в Красной Армии;
е) составление плана заказов на артиллерийское вооружение и размещение заказов в
промышленности;
ё) руководство разработкой, рассмотрение и испытание новых образцов артиллерийского
вооружения;
ж) разработка планов снабжения и накопления мобилизационных запасов артиллерийского
вооружения;
з) строительство артиллерийских складов и полигонов;
и) хранение и учет артиллерийского имущества;
й) разработка штатов, табелей и норм артиллерийского вооружения;
к) разработка уставов, наставлений, инструкций и учебных пособий по артиллерии и снабжение
ими Красной Армии.
39. Главное артиллерийское управление состоит из управлений:
а) боевой подготовки наземной и зенитной артиллерии;
б) вооружения наземной артиллерии;
в) вооружения зенитной артиллерии;
г) стрелкового вооружения;
д) минометного вооружения;
е) складов и арсеналов;
ё) ремонта;
ж) кадров артиллерии;
з) артиллерийского комитета;
отделов:
а) механической тяги;
б) мобилизационно-планового;
в) финансового;
г) военно-учебных заведений.

Глава V Главное автобронетанковое управление

40. Главное автобронетанковое управление является центральным органом Народного
комиссариата обороны по руководству боевой и технической подготовкой автобронетанковых
войск и по снабжению их средствами автобронетанкового вооружения.
41. На Главное автобронетанковое управление возлагается:
а) боевая и техническая подготовка автобронетанковых войск;
б) руководство автобронетанковыми военно-учебными заведениями;
в) подбор и учет начальствующего состава и участие в его аттестовании;
г) изучение, по указанию Генерального штаба, театров военных действий в целях использования
на них автобронетанковых соединений;
д) разработка, по указанию Генерального штаба, предложений по использованию
автобронетанковых войск и по усовершенствованию методов боевого вождения бронетанковых
соединений;
е) составление плана заказов на бронетанковое вооружение и размещение этих заказов в
промышленности;
ё) рассмотрение и испытание новых образцов боевых машин и автобронетанкового вооружения;
ж) разработка планов снабжения и накопления мобилизационных запасов автобронетанкового
вооружения;
з) строительство автобронетанковых складов и полигонов;
и) хранение и учет автобронетанкового имущества;
й) разработка штатов, табелей и норм автобронетанкового вооружения;
к) разработка уставов, наставлений, инструкций и учебных пособий для автобронетанковых
войск и снабжение ими Красной Армии.
42. Главное автобронетанковое управление состоит из
управлений:
а) Боевой подготовки автобронетанковых войск;
б) Бронетанкового;
в) Автотракторного;
г) Эксплуатации и ремонта автобронетанкового и тракторного парка;
отделов:
а) мобилизационно-планового;
б) кадров;
в) финансового;
г) общей и секретной части.

Глава VI Главное военно-инженерное управление

43. Главное военно-инженерное управление является центральным органом Народного
комиссариата обороны по руководству боевой и технической подготовкой инженерных войск и по
укреплению сухопутных границ Союза ССР.
44. На Главное военно-инженерное управление возлагается:
а) боевая подготовка инженерных войск и инженерная подготовка всех родов войск;
б) руководство инженерными военно-учебными заведениями Красной Армии;
в) подбор и учет начальствующего состава инженерных войск и участие в его аттестовании;
г) подготовка, по указанию Генерального штаба, театров военных действий в
фортификационном, маскировочном, энергетическом, гидротехническом, гидрогеологическом и
дорожно-строительном отношениях и составление справочников и описаний к ним;
д) оборонительное строительство укрепленных районов, строительство казарм и связи в
укрепленных районах;
е) составление проектов и смет по оборонительному строительству;
ё) разработка, по указанию Генерального штаба, предложений по боевому использованию
инженерных войск и по усовершенствованию методов их боевого применения;
ж) составление плана заказов на инженерное вооружение, инженерную технику и размещение
этих заказов в промышленности;
з) разработка планов снабжения и накопления мобилизационных запасов инженерного
вооружения и инженерной техники;
и) строительство инженерных складов и полигонов;
й) хранение и учет инженерного имущества;
к) руководство разработкой, рассмотрение и испытание новых образцов инженерного
вооружения;
л) разработка штатов, табелей и норм инженерного вооружения и снабжения;
м) разработка уставов, наставлений, инструкций и учебных пособий для инженерных войск и
снабжение ими Красной Армии.
45. Главное военно-инженерное управление состоит из управлений:
а) Военно-инженерной подготовки;
б) Оборонительного строительства;
в) Военно-инженерного снабжения и запасов;
г) отделов:
а) организационно-методического;
б) кадров;
в) финансового и
г) административно-хозяйственной части.
При Главном военно-инженерном управлении состоит Технический совет.

Глава VII Главное интендантское управление

46. Главное интендантское управление является центральным органом Народного комиссариата
обороны по снабжению Красной Армии продовольствием, фуражом, вещевым и обозно-
хозяйственным имуществом и по квартирному довольствию войск.
47. На Главное интендантское управление возлагается:
а) снабжение Красной Армии продовольствием и фуражом и предметами хозяйственного
обихода;
б) снабжение обмундированием и снаряжением;
в) снабжение обозом, упряжью и походными кухнями;
г) разработка планов снабжения и накопления мобилизационных запасов продовольствия,
вещевого и обозно-хозяйственного имущества;
д) квартирное довольствие войск;
е) учет жилищных фондов Наркомата обороны;
ё) составление плана необоронительного строительства для Красной Армии и наблюдение за
выполнением этого плана Главвоенстроем при СНК СССР;
ж) подбор и учет начальствующего состава интендантской службы и участие в его аттестовании;
з) руководство интендантскими военно-учебными заведениями;
и) составление плана заготовок продовольствия и фуража и плана заказов на вещевое и обозно-
хозяйственное имущество и размещение заказов в промышленности;
й) руководство котлонадзором и пожарной охраной в Красной Армии;
к) строительство интендантских складов;
л) хранение и учет продовольствия, вещевого и обозно-хозяйственного имущества;
м) разработка штатов, табелей и норм продовольственного, вещевого и обозно-хозяйственного
снабжения;
н) руководство разработкой, рассмотрение и испытание новых образцов военно-хозяйственного
снабжения;
о) разработка наставлений, инструкций и учебных пособий по интендантской службе и
снабжение ими частей и учреждений Красной Армии;
48. Главное интендантское управление состоит из
управлений:
а) Продовольственного снабжения;
б) Вещевого снабжения;
в) Обозно-хозяйственного снабжения;
г) Квартирно-эксплуатанионного;
д) Технического комитета;
отделов:
а) мобилизационно-планового;
б) организационного;
в) кадров;
г) складов и транспорта;
д) по организации торговли для частей Красной Армии;
инспекций:
а) по пожарной охране;
б) по котлонадзору в Красной Армии;
отделений:
а) секретного
б) административно-хозяйственного.

Глава VIII Управление боевой подготовки Красной Армии

49. Управление боевой подготовки Красной Армии является центральным органом Народного
комиссариата обороны по руководству всеми отраслями боевой подготовки пехоты и воздушно-
десантных войск (кадровые войска и запас), а также общевойсковой подготовкой всех родов
сухопутных войск.
50. На Управление боевой подготовки возлагается:
а) проверка боевой подготовки войсковых частей;
б) изучение и обобщение боевого и учебного опыта нашей и иностранных армий, опыта
применения новой тактики и нового оружия и усовершенствования всех отраслей боевой
подготовки войск;
в) наблюдение за правильным применением в войсках боевых уставов и наставлений;
г) разработка новых и исправление действующих общевойсковых и пехотных боевых уставов и
наставлений, а также войсковых учебных программ;
д) обеспечение боевой подготовки войск денежными и материальными средствами;
е) представление народному комиссару обороны заключений по годовым аттестациям на
общевойсковых генералов, а также на лиц старшего командного состава, представляемых к
назначению на высшие должности;
ё) представление народному комиссару ежегодно к 15 октября отчета о состоянии боевой
подготовки войск;
ж) представление на утверждение народному комиссару годового плана инспектирования войск.
51. Управление боевой подготовки состоит из отделов:
а) общевойсковой подготовки;
б) подготовки общевойсковых штабов и войсковых тылов;
в) программно-методического;
г) боевой подготовки пехоты;
д) подготовки запаса пехоты;
е) боевой подготовки воздушно-десантных войск;
ё) общевойсковых и пехотных уставов;
ж) планирования материального обеспечения боевой подготовки;
з) общей части.

Глава IX Управление противовоздушной обороны

51. Управление противовоздушной обороны является центральным органом народного комиссара
обороны по организации противовоздушной обороны в Красной Армии и по инспектированию,
по заданиям Правительства, хода подготовки местной ПВО.
52. На Управление противовоздушной обороны возлагается:
а) боевая подготовка войск ПВО Красной Армии и частей аэростатов заграждения и наблюдения;
б) руководство военно-учебными заведениями ПВО;
в) подбор и учет начальствующего состава войск ПВО и участие в его аттестовании;
г) инспектирование, по заданиям Правительства, хода подготовки к местной ПВО пунктов и
объектов ПВО и проверка состояния боеготовности этих пунктов, независимо от их
ведомственной принадлежности;
д) определение, по указаниям Правительства, границы части территории Союза ССР,
находящейся под угрозой воздушных нападений, а также границы первой и второй зон
противовоздушной обороны;
е) составление, по указанию Правительства, перечня населенных пунктов угрожаемой зоны
территории Союза ССР, относимых к категории «пунктов ПВО»;
ё) определение сроков готовности мероприятий местной ПВО в пунктах и объектах ПВО в
первой и второй зонах ПВО;
ж) разработка и представление на утверждение Правительства через народного комиссара
обороны общего объема и характера мероприятий местной ПВО, подлежащих осуществлению в
пунктах и на объектах ПВО в первой и второй зонах ПВО;
з) организация, по указанию Правительства, службы воздушного наблюдения, оповещения и
связи (ВНОС) и обеспечение своевременного оповещения о воздушной опасности службы
местной ПВО;
и) составление плана заказов на противовоздушное вооружение армии и размещение заказов в
промышленности;
й) рассмотрение и испытание новых образцов вооружения ПВО;
к) снабжение войск ПВО средствами ПВО;
л) разработка планов снабжения и накопления мобилизационных запасов средств ПВО;
м) разработка штатов, табелей и норм вооружения средствами ПВО;
н) разработка уставов, наставлений, инструкций и учебных пособий для войск ПВО и снабжение
ими Красной Армии.
53. Управление ПВО состоит из отделов:
а) организационно-мобилизационного;
б) службы ПВО;
в) авиазенитной обороны;
г) воздушного наблюдения, оповещения и связи;
д) местной обороны;
е) кадров;
ё) планово-финансового;
ж) экспортно-технического [См. примечание 3 к тексту];
з) общей (секретной) части.

Глава Х Управление связи Красной Армии

54. Управление связи Красной Армии является центральным органом Народного комиссариата
обороны по руководству боевой подготовкой войск связи, по организации служебной связи в
Красной Армии и по снабжению войск имуществом связи.
55. На Управление связи Красной Армии возлагается:
а) боевая подготовка войск связи и всех родов войск по вопросам связи;
б) руководство военно-учебными заведениями связи;
в) подбор и учет начальствующего состава связи и участие в его аттестовании;
г) разработка, по указанию Генерального штаба, предложений по наилучшему использованию
средств связи для взаимодействия сухопутных, морских и воздушных сил в военное время и по
подготовке тыла и театров военных действий в отношении связи;
д) составление плана заказов на средства связи и телемеханическую аппаратуру и размещение
заказов в промышленности;
е) рассмотрение и испытание новых образцов средств связи и особой техники;
ё) разработка планов снабжения армии средствами связи и особой техники и накопления
мобилизационных запасов этих средств;
ж) строительство связи;
з) хранение и учёт средств связи;
и) научно-исследовательская работа по связи и телемеханике и проведение полигонных и
войсковых испытаний средств связи;
й) разработка штатов, табелей, норм снабжения армии средствами связи и особой техники;
к) разработка уставов, наставлений, положений, инструкций и учебных пособий для войск связи
и снабжение ими Красной Армии;
л) наблюдение, по указаниям Правительства, за строительством гражданских радиостанций, за
порядком работы гражданских широковещательных и других радиостанций как в мирное, так и
в военное время;
м) распределение, по указаниям Правительства, диапазонов волн для всех военных и гражданских
радиостанций;
н) разработка вопросов по борьбе с радиоинтервенцией;
о) организация и руководство дислокационно-почтовой службой.
56. Управление связи Красной Армии состоит из отделов:
а) боевой подготовки;
б) оперативно-технического;
в) мобилизационно-планового;
г) телефонно-телеграфного вооружения;
д) радиовооружения;
е) особой техники;
ё) складов и мастерских;
ж) кадров;
з) финансового;
и) HKT (научно-технический комитет);
й) секретной части и
к) общей части.
Примечание: Начальнику связи Красной Армии непосредственно подчиняются: части связи резерва
Главного Командования, узел связи НКО, научно-испытательный институт связи и особой техники,
центральная школа собаководства, центральные склады связи.

Глава XI Управление военно-химической защиты

57. Управление Военно-химической защиты является центральным органом Народного
комиссариата обороны по боевой подготовке химических войск, химической подготовке всех
родов войск, по снабжению химическим вооружением и имуществом частей Красной Армии.
58. На Управление Военно-химической защиты возлагается:
а) боевая и химическая подготовка химических войск, химическая подготовка всех родов войск;
б) руководство химическими военно-учебными заведениями Красной Армии;
в) подбор и учет начальствующего состава химических войск и участие в его аттестовании;
г) разработка, по указанию Генерального штаба, предложений по использованию химических
войск и усовершенствованию методов боевого их применения;
д) составление плана заказов на химическое вооружение и размещение заказов в
промышленности;
е) рассмотрение и испытание новых образцов боевого химического вооружения;
ё) разработка планов снабжения и накопления мобилизационных запасов химического
вооружения, материалов и средств химической защиты;
ж) строительство химических складов и полигонов;
з) хранение и учет химического вооружения и имущества;
и) разработка штатов, табелей и норм химического вооружения;
й) составление уставов, наставлений, инструкций и учебных пособий для химических войск и
снабжение ими Красной Армии.
59. Управление Военно-химической защиты состоит из отделов:
а) боевой подготовки химвойск;
б) боевой подготовки химслужбы;
в) организационно-штатного и боевого применения;
г) мобилизационно-планового;
д) защиты дыхательных путей;
е) защиты кожи;
ё) боевых и тыловых хим[ических] машин и приборов;
ж) боевых химических веществ и дегазации;
з) складов, баз, мастерских и ремонта;
и) научно-исследовательского;
й) финансового;
к) кадров и
л) общей (секретной) части.

Глава XII Управление снабжения горючим Красной Армии

60. Управление снабжения горючим Красной Армии является центральным органом Народного
комиссариата обороны СССР по снабжению Красной Армии всеми видами горюче-смазочных
материалов.
61. На Управление снабжения горючим возлагается:
а) боевая подготовка тыловых органов по снабжению горюче-смазочными материалами и
подготовка средств перекачки, заправки и транспортировки;
б) подбор и учет начальствующего состава службы снабжения горючим и участие в его
аттестовании;
в) разработка, по указанию Генерального штаба, плана накопления мобилизационных запасов и
мобилизационная подготовка Красной Армии по снабжению горючим;
г) составление планов заказов на ГСМ, средства механизированной перекачки, транспортировки
и размещение заказов в промышленности;
д) рассмотрение и испытание новых образцов средств перекачки и транспортировки горючего;
е) строительство бензоскладов и бензохранилищ;
ё) хранение и учёт горюче-смазочных материалов;
ж) разработка штатов, табелей и норм расхода горючего;
з) разработка наставлений, инструкций и учебных пособий для службы снабжения горючим и
снабжение ими Красной Армии.
62. Управление снабжения горючим состоит из отделов:
а) мобилизационного;
б) снабжения и эксплуатации ГСМ;
в) снабжения и эксплуатации емкостей, перекачивающих и заправляющих, и средств
передвижения горючего;
г) эксплуатация складов ГСМ;
д) научно-технического;
е) финансового;
ё) капитального строительства складов;
отделений:
а) подготовки и учета личного состава;
б) накопления, освежения и учета мобзапасов ГСМ;
в) секретного и
г) общей части.

Глава XIII Управление военно-учебных заведений Красной Армии

63. Управление военно-учебных заведений Красной Армии является центральным органом
Народного комиссариата обороны Союза ССР по программно-методическому руководству
пехотными военными училищами и пехотными курсами усовершенствования начальника кадра и
запаса.
64. На Управление военно-учебных заведений возлагается:
а) организация учебного процесса и боевая подготовка курсантов;
б) инспектирование пехотных военных училищ и пехотных курсов усовершенствования
начсостава кадра и запаса во всех отношениях;
в) подбор и учет начальствующего и преподавательского состава училищ и участие в его
аттестовании;
г) проведение приемных испытаний, выпусков и отчислений курсантов ВУЗов;
д) составление плана комплектования военных академий;
е) составление указаний и инструкций по вопросам приема и выпуска слушателей в военные
академии и военные факультеты;
ё) снабжение военных академий учебными пособиями и учебно-лабораторным имуществом;
ж) составление сводного плана развития научно-исследовательской работы;
з) рассмотрение планов подготовки и повышения квалификации проф[-ессорско]-
преподавательского состава военных академий;
и) снабжение ВУЗ материально-техническим средствами, учебными пособиями и боевой
техникой;
й) разработка наставлений, инструкций, учебных пособий для ВУЗов Красной Армии.
Управление военно-учебных заведений состоит из отделов:
а) учебно-методического;
б) академического;
в) кадров;
г) организационно-планового;
д) инспектората;
е) общей (секретной) части.

Глава XIV Управление кадров Красной Армии

65. Управление кадров Красной Армии является центральным органом Народного комиссариата
обороны Союза ССР по укомплектованию Красной Армии
начальствующим составом и накоплению запаса начальствующего состава.
66. На Управление кадров возлагается:
а) количественный и качественный учет начальствующего состава кадра и запаса и руководство
этим учетом на местах;
б) изучение и подбор начальствующего состава всех родов войск (кроме военно-воздушных сил,
политсостава, артиллерии, инженерных войск, связи, автобронетанковых, медицинских и
ветеринарных);
в) доклад народному комиссару обороны вопросов:
1) по назначению и перемещению начальствующего состава;
2) по присвоению военных званий начсоставу кадров и запаса;
3) по награждению начальствующего состава орденами и медалями;
4) по награждению начальствующего состава значками;
5) по назначению пенсий и пособий начальствующему составу и их семьям;
67. Управление кадров Красной Армии состоит из отделов:
а) общевойскового;
б) военно-учебных заведений (общевойсковых);
в) организационно-мобилизационного;
г) учета и статистики;
д) по присвоению, званий, награждению и пенсионному обеспечению;
е) общего.

Глава XV Санитарное управление Красной Армии

68. Санитарное управление Красной Армии является центральным органом Народного
комиссариата обороны Союза ССР по руководству санитарной службы в Красной Армии.
69. На Санитарное управление возлагается:
а) боевая и специальная подготовка санитарной службы;
б) руководство медицинскими военно-учебными заведениями;
в) подбор и учет начальствующего состава санитарной службы и участие в его аттестовании;
г) разработка плана снабжения и накопления мобилизационных запасов для санитарной
службы;
д) разработка мероприятий по лечебному, лечебно-эвакуационному, противоэпидемическому и
санитарно-химическому обслуживанию Красной Армии на военное время;
е) строительство санитарных складов и санитарных лечебных заведений;
ё) хранение и учёт санитарного имущества;
ж) разработка штатов, табелей и норм санитарного снабжения;
з) разработка наставлений, инструкций и учебных пособий для санитарной службы и снабжение
ими Красной Армии.
70. Санитарное управление состоит из отделов:
а) организационно-мобилизационного;
б) лечебного;
в) санитарно-эпидемического;
г) санитарно-курортного и детских учреждений;
д) кадров;
е) медицинской подготовки и санитарной пропаганды;
ё) снабжения;
ж) финансового;
з) отделений:
а) научно-издательского и изобретений;
б) токсикологического и сан[итарно]-хим[ической] защиты;
в) секретного;
г) административно-хозяйственного.
Примечание: При начальнике СУ состоит ученый медицинский совет. В непосредственном ведении
начальника Сан[итарного] управления находятся:
а) Центральная военно-врачебная комиссия;
б) Научно-исследовательский воспитательный санитарный институт Красной Армии;
в) Институт авиационной медицины Красной Армии;
г) Центральный военный госпиталь;
д) Центральные санатории и дома отдыха Красной Армии.

Глава XVI Ветеринарное управление Красной Армии

71. Ветеринарное управление Красной Армии является центральным органом Народного
комиссариата обороны Союза ССР по руководству ветеринарной службой Красной Армии.
72. На Ветеринарное управление возлагается:
а) боевая подготовка ветеринарной службы;
б) руководство ветеринарными военно-учебными заведениями;
в) подбор и учёт начальствующего состава ветеринарной службы и участие в его аттестовании;
г) разработка планов снабжения и накопления мобилизационных запасов для ветеринарной
службы;
д) строительство ветеринарных складов и ветеринарных лечебных заведений;
е) хранение и учёт ветеринарного имущества;
ё) разработка штатов, табелей и норм ветеринарного снабжения;
ж) разработка наставлений, инструкций и учебных пособий для ветеринарной службы и
снабжение ими Красной Армии.
73. Ветеринарное управление состоит из отделов:
а) организационно-мобилизационного;
б) лечебно-санитарного;
в) боевой подготовки;
г) планово-распределительного;
д) заготовительного;
е) кадров.

Глава XVII Управление делами при народном комиссаре обороны

74. Управление делами является исполнительным органом народного комиссара обороны по
вопросам, поступающим непосредственно народному комиссару.
Во главе Управления делами стоит начальник управления, который подчиняется непосредственно
народному комиссару.
75. На Управление делами при народном комиссаре обороны возлагается:
а) ведение дел, поступающих на решение народного комиссара;
б) ведение дел народного комиссариата обороны, направляемых на разрешение в высшие
государственные учреждения;
в) подготовка материалов народному комиссару обороны и его заместителям к заседаниям
Правительства и Главного военного совета;
г) предварительное рассмотрение всех законодательных дел до внесения их в Главный военный
совет и в Правительство и ведение дел по законодательным вопросам;
д) объединение и направление деятельности управлений в составлении свода военных
постановлений;
е) проверка соответствия закону представляемых народному комиссару обороны проектов
приказов;
ё) редактирование и издание приказов и распоряжений народного комиссара обороны и
постановлений Главного военного совета;
ж) издание, в соответствии с указаниями народного комиссара обороны, циркуляров HКО;
з) контроль за исполнением приказов, распоряжений и решений народного комиссара обороны,
постановлений Главного военного совета, а также за исполнением заданий Правительства
народному комиссариату обороны;
и) издание сборников приказов и справочников к ним;
й) юридическая консультация и выдача справок управлениям по законам и приказам;
к) руководство спец. деятельностью юрисконсультов центральных управлений и военных
округов.
76. Управление делами состоит из отделов:
а) административно-строевого;
б) приказов;
в) правительственных заданий и Главного военного совета;
г) законодательного;
д) юрисконсультской части.
Начальнику Управления делами подчиняются:
а) приемная народного комиссара обороны;
б) хозяйственный отдел центральных управлений HКО;
в) комендатура HКО;
г) автобаза H KO;
д) архив HКО;
е) типография HKO;
ё) отдел почтовой связи НКО;
ж) телефонная станция НКО.

Глава XVIII Финансовый отдел при народном комиссаре обороны

77. Финансовый отдел является центральным органом народного комиссариата обороны Союза
ССР по финансированию Красной Армии.
78. На финансовый отдел возлагается:
а) финансирование расходов по содержанию Красной Армии и расходов по проведению
мобилизации и в период войны;
б) подбор и учет финансовых работников и участие в их аттестовании;
в) разработка планов финансирования производственных предприятий, строительства, научно-
исследовательских и опытных работ и контроль за финансово-сметной дисциплиной в частях и
учреждениях Красной Армии;
г) разработка штатов, табелей и норм денежного довольствия;
д) ведомственный арбитраж по финансовым спорам между частями и учреждениями Красной
Армии;
е) составление инструкций и положений по финансовым вопросам и снабжение ими Красной
Армии.
79. Финансовый отдел состоит из отделений:
а) организационно-мобилизационного;
б) сводного планирования;
в) сметного;
г) финансирования планов заказов;
д) финансирования строительства;
е) финансирования производственных предприятий;
ё) тарификации военнослужащих и штатных вольнонаемных;
ж) денежного довольствия личного состава Красной Армии;
з) центральной бухгалтерии;
) кадров;
и) секретного делопроизводства; м) финансовой инспекции и
й) общей части.

Глава XIX Начальники главных и центральных управлений

80. Начальники главных и центральных управлений являются ближайшими помощниками
народного комиссара обороны по осуществлению задач боевой, мобилизационной и
политической подготовки Красной Армии и по материально-техническому снабжению Красной
Армии.
81. Начальники главных и центральных управлений назначаются Советом Народных Комиссаров
Союза ССР по представлению народного комиссара обороны.
82. Начальники главных и центральных управлений отвечают за боевую и мобилизационную
готовность соответствующего рода войск, за их материальное обеспечение, за соответствие техники
военным заданиям и за правильное использование кадров.
83. На начальников главных и центральных управлений возлагаются обязанности:
а) направлять деятельность вверенных им управлений к точному исполнению возложенных на
них задач;
б) следить за точным и своевременным выполнением вверенными им управлениями
постановлений и распоряжений Правительства;
в) следить за быстрым и правильным выполнением приказов и указаний народного комиссара
обороны, его заместителей и начальника Генерального штаба;
г) следить за своевременным составлением плана заказов, финансового плана и плана
материально-технического снабжения вверенными им управлениями;
д) общее направление и контроль за деятельностью соответствующих окружных отделов.
84. Начальники главных и центральных управлений Красной Армии пользуются следующими
правами:
а) давать указания по вверенным им управлениям и окружным отделам, направленные к
выполнению постановлений Правительства и приказов народного комиссара обороны;
б) инспектировать войсковые части, учреждения и заведения Красной Армии по специальности;
в) присутствовать на заседаниях Главного военного совета по вопросам, относящимся к
деятельности вверенных им управлений;
г) представлять к присвоению очередного воинского звания и к наградам работников вверенных
им управлений;
д) выдавать денежные награды и пособия работникам вверенных им управлений из отпущенных
для этой цели сумм;
е) начальники главных управлений в общем порядке управления и по отношению к своим
подчиненным пользуются правами командующего войсками округа, а начальники центральных
управлений — правами командира корпуса.

Глава XX Начальники отделов управлений Наркомата обороны

85. Начальники отделов управлений Наркомата обороны назначаются и увольняются народным
комиссаром обороны.
86. Начальники отделов обязаны:
а) распределять по отделениям поступающие бумаги;
б) следить за тем, чтобы исполнение дел и заготовление бумаг производилось согласно
резолюциям начальника управления и своевременно;
в) следить, чтобы доклады и все исходящие бумаги составлялись ясно, кратко, по установленной
форме и чтобы все нужные для доклада законы, приказы и справки были приложены;
г) следить, чтобы все предписания и запросы исполнялись точно и в срок, а в случае промедления
докладывать об этом начальнику управления;
д) производить не менее одного раза в год ревизии отделений и делопроизводств.

Глава XXI Инспекции при народном комиссаре обороны СССР

87. При народном комиссаре обороны Союза ССР состоят инспекции:
а) Пехоты;
б) Кавалерии;
в) Артиллерии;
г) Военных воздушных сил;
д) Автобронетанковых войск;
е) Инженерных войск и
ё) Связи Красной Армии.
88. Инспекции родов войск являются органом народного комиссара обороны Союза ССР по
проверке боевой подготовки и мобилизационной готовности войск.
Генерал-Общие положения об инспекторах Красной Армии
89. Ген[ерал]-инспекторы избираются народным комиссаром обороны и назначаются Советом
народных комиссаров Союза ССР.
90. Ген[ерал]-инспекторы подчиняются непосредственно народному комиссару обороны.
91. Ген[ерал]-инспекторы обязаны, каждый по своей специальности, систематически проверять
боевую подготовку войск, а равно деятельность учреждений (кроме центральных), тесно связанных
с боевой подготовкой армии.
92. Ген[ерал]-инспекторы состоят членами высшей аттестационной комиссии.
93. О результатах каждой проверки инспекторы представляют краткий доклад народному
комиссару обороны, а к 15 октября представляют ему годовой отчет о боевой подготовке с
предложением необходимых мероприятий.
94. При Ген[ерал]-инспекторах состоят их заместители и помощники, командиры для поручений и
канцелярия; состав инспекций определяется штатами.
Обязанности инспекторов
95. Производить по плану, утверждённому народным комиссаром обороны, лично или через своих
заместителей, помощников и лиц, привлекаемых к инспектированию с разрешения народного
комиссара обороны, осмотры войск и поверку их боевой подготовки по специальности.
96. Следить за развитием войск своей специальности, за усовершенствованием боевой полготовки
войск и за её однообразием.
97. Следить за правильным применением уставов, наставлений, приказов народного комиссара
обороны, учебных программ и других положений по обучению и боевой подготовке войск.
98. Проверять правильность ведения учебно-воспитательного и строевого дела в военных училищах
и на курсах усовершенствования.
99. Давать заключения по вопросам относительно улучшения и усовершенствования всех отраслей
обучения, вооружения, устройства и материальной части своего рола войск.
100. Изучать постановку обучения войск в иностранных армиях, следить за развитием тактики и за
появлением новой техники и обо всем существенном докладывать народному комиссару обороны.
101. В случае замеченных крупных упущений и неправильностей в обучении или деятельности
войск, могущих вредно отразиться на их боевой подготовке, немедленно об этом ставить в
известность командующего войсками округа и докладывать народному комиссару обороны.
Права инспекторов
102. Во время инспекторских осмотров и проверок давать указания войскам, направленные к
правильному выполнению уставов, наставлений, приказов народного комиссара обороны и
учебных программ.
103. Возбуждать вопросы о мерах, необходимых для всестороннего усовершенствования всех
отраслей обучения, боевой подготовки, вооружения, устройства и материальной части своего рода
войск.
104. Возбуждать вопросы о производстве опытов, необходимых для всестороннего
усовершенствования войск.
105. Присутствовать на всех маневрах.
106. Присутствовать на заседаниях Военного совета и совещаниях при народном комиссаре
обороны по вопросам боевой подготовки войск.
107. В общем порядке управления и по отношению к своим подчиненным пользуется правами
командующего войсками округа.
О заместителях инспекторов
108. Заместители инспекторов избираются и назначаются народным комиссаром обороны.
109. При всех самостоятельных выездах в войска заместители инспекторов пользуются правами
инспекторов в полном объеме и несут те же обязанности.
О помощниках инспекторов
110. Помощники инспекторов избираются инспекторами из командиров, имеющих не менее трех
лет стажа командования отдельной частью и из соответствующих специалистов и назначаются
приказом HКО.
111. Для поверки боевой подготовки помощники инспекторов получают от инспектора
предписание, точно определяющее цель и назначение каждой командировки. По возвращении из
командировки они представляют отчет своему инспектору.

Глава XXII Военное издательство народного комиссариата обороны СССР

112. Военное издательство является центральным органом народного комиссариата обороны
Союза ССР по изданию военной и официальной литературы.
113. Военное издательство действует на началах полного хозяйственного расчета и имеет
собственную полиграфическую базу.
114. Тематические и производственно-финансовые издательские планы Военного издательства
утверждаются народным комиссариатом обороны.
115. Контроль за редакционно-издательской деятельностью Военного издательства осуществляется
Главным управлением политической пропаганды Красной Армии.
116. Военное издательство состоит из отделов:
а) военной книги;
б) военно-политического и военно-исторического;
в) плакатов;
г) секретного;
д) периодики;
е) административно-хозяйственного и
ё) отделения военно-художественной литературы.

Глава XXIII Управление военно-конными заводами Красной Армии

117. Управление военно-конными заводами является центральным управлением Народного
комиссариата обороны Союза ССР.
118. Управление военно-конными заводами действует на началах полного хозяйственного расчета.
На Управление военно-конными [заводами] возлагается:
а) руководство производственно-хозяйственной деятельностью военно-конных заводов;
б) составление производственно-финансовых планов и планов материального снабжения военно-
конных заводов;
в) снабжение военно-конных заводов средствами транспорта, сельхозмашинами, горючим и
хозяйственным инвентарем;
г) разработка штатов, табелей и норм хозяйственного снабжения;
д) подбор, учет, подготовка и назначение кадров для военно-конных заводов;
е) руководство военным отделением при Московском зоотехническом институте;
ж) строительство на военно-конных заводах;
з) составление наставлений, инструкций и учебных пособий для военно-конных заводов.
119. Управление военно-конными заводами состоит из отделов:
а) политической пропаганды;
б) коннозаводства;
в) земледелия;
г) животноводства;
д) ветеринарного;
е) планово-производственного и финансово-счетного;
ё) строительного;
ж) снабжения и
з) административного.

Глава XXIV Редакция и издательство центрального органа Народного комиссариата обороны
Союза ССР «Красная Звезда»

120. Газета «Красная Звезда» является центральным органом Народного комиссариата обороны
Союза ССР по воспитанию начальствующего и рядового состава Красной Армии, пропаганде
задач боевой подготовки и развитию передовой военной мысли.
121. Руководство и контроль за деятельностью газеты «Красная Звезда» возлагается на Генеральный
штаб и Главное управление политической пропаганды Красной Армии.
122. Редакция газеты «Красная Звезда» состоит из отделов:
а) общевойскового;
б) артиллерийского и мотомехвойск;
в) авиационного;
г) военно-учебных заведений;
д) пропаганды;
е) культуры;
ё) партийно-комсомольского;
ж) иностранного;
з) информации;
и) корреспондентской сети;
й) обзоров печати и библиографии;
к) писем;
л) оформления;
м) секретариата.

РГВА.Ф.4. Оп. 14. Д. 2431. Л. 161-202. Подлинник.

```

Примечания:
1. Датируется по напечатанной в конце документа помете: «отп. 4 экз. 5.IX. 40». На первом листе документа имеются следующие надписи, сделанные от руки: «Первоначальный проект» (красный карандаш), «Вариант Упр. делами» (фиолетовые чернила). Внизу листа проставлен делопроизводственный регистрационный штамп — «№ 1687, 31 декабря 1940 года 4-й отдел Управления делами НКО».
2. Слова «увольняется Советом Народных Комиссаров Союза ССР» в тексте документа подчеркнуты и на полях стоит знак вопроса.
3. Так в документе. По-видимому, должно быть — экспертно-технического

## Народные комиссары
- Ворошилов, Климент Ефремович (20 июня 1934 — 7 мая 1940)
- Тимошенко, Семён Константинович (7 мая 1940 — 19 июля 1941)
- Сталин, Иосиф Виссарионович (19 июля 1941 — 25 февраля 1946)

## Ключевые документы
Приказ НКО СССР № 110 с объявлением указов Президиума Верховного Совета СССР о

назначении К. Е. Ворошилова заместителем председателя СНК СССР и председателем

Комитета Обороны при СНК СССР, С. К. Тимошенко — наркомом обороны СССР

8 мая 1940 г.

Объявляю Указы Президиума Верховного Совета СССР от 7 мая 1940 г.

1) о назначении Маршала Советского Союза К. Е. Ворошилова заместителем Председателя

Совета Народных Комиссаров СССР и председателем Комитета Обороны при СНК СССР;

2) о назначении Маршала Советского Союза С. К. Тимошенко Народным комиссаром обороны

СССР.

Народный комиссар обороны СССР Маршал Советского Союза С. Тимошенко

Указ Президиума Верховного Совета СССР о назначении

Маршала Советского Союза К. Е. Ворошилова

заместителем Председателя Совета Народных Комиссаров СССР

и председателем Комитета Обороны при СНК СССР

Назначить Маршала Советского Союза Климента Ефремовича Ворошилова заместителем

Председателя Совета Народных Комиссаров СССР и председателем Комитета Обороны при

Совете Народных Комиссаров СССР с освобождением от обязанностей Народного комиссара

обороны СССР.

Москва, Кремль.

7 мая 1940 г.

Председатель Президиума Верховного Совета СССР М. Калинин

Секретарь Президиума Верховного Совета СССР А. Горкин

Указ Президиума Верховного Совета СССР о назначении

Маршала Советского Союза С. К. Тимошенко

народным комиссаром обороны СССР

Назначить Маршала Советского Союза Семёна Константиновича Тимошенко народным

комиссаром обороны СССР с освобождением его от обязанностей командующего Киевским

особым военным округом.

Москва, Кремль.

7 мая 1940 г.

Председатель Президиума Верховного Совета СССР М. Калинин

Секретарь Президиума Верховного Совета СССР А. Горкин

— РГВА. Ф. 4. Оп. 15. Д. 30. Л. 206. Типографский экз.

Опубл. в сб.: Русский архив: Великая Отечественная:

Приказ НКО СССР № 0036 «Об образовании при народном комиссаре

обороны инспекций»

26 июля 1940 г.

1. Для инспектирования войск и проверки их боевой подготовки образовать при народном

комиссаре обороны СССР следующие инспекции:

1) Инспекцию пехоты Красной Армии;

2) Инспекцию кавалерии Красной Армии;

3) Инспекцию артиллерии Красной Армии;

4) Инспекцию военно-воздушных сил Красной Армии;

5) Инспекцию автобронетанковых войск Красной Армии;

6) Инспекцию инженерных войск Красной Армии;

7) Инспекцию связи Красной Армии

2. Во главе инспекций поставить генерал-инспекторов родов войск.

3. Назначаются:

1) Генерал-инспектором пехоты — генерал-лейтенант Смирнов А. К.

2) Генерал-инспектором кавалерии — генерал-полковник Городовиков О. И.

3) Генерал-инспектором артиллерии — генерал-лейтенант артиллерии Парсегов М. А.

4) Генерал-инспектором автобронетанковых войск — генерал-майор танковых войск Вершинин Б. Г.

5) Генерал-инспектором инженерных войск — генерал-майор инженерных войск Воробьев М. П.

6) Генерал-инспектором связи — генерал-лейтенант войск связи Найденов И. А.

4. Приказываю:

а) генерал-инспектору пехоты сформировать Инспекцию пехоты, обратив на её формирование

Управление начальника пехоты;

б) генерал-инспектору кавалерии переформировать Инспекцию кавалерии в Инспекцию

кавалерии по новому штату;

в) генерал-инспекторам артиллерии, военно-воздушных сил, автобронетанковых войск,

инженерных войск и войск связи сформировать соответствующие Инспекции.

Формирование инспекций закончить к 5 августа с. г.

5. Начальнику Генерального штаба 29 июля с. г. представить на утверждение штаты и положение

об инспекциях.

Народный комиссар обороны СССР Маршал Советского Союза С. Тимошенко
— РГВА. Ф. 4. Оп. 15. Д. 26. Л. 8 и 8 об. Типографский экз.

 Приказ НКО СССР № 0037 «О структуре Наркомата обороны»
26 июля 1940 г.

1. В связи с образованием главных управлений Народного комиссариата обороны в целях улучшения руководства войсками в составе Народного комиссариата обороны Союза ССР иметь:

1) Генеральный штаб Красной Армии,

2) Главное управление политической пропаганды Красной Армии,

3) Главное управление Военных воздушных сил Красной Армии,

4) Главное артиллерийское управление Красной Армии,

5) Главное автобронетанковое управление Красной Армии,

6) Главное военно-инженерное управление Красной Армии,

7) Главное интендантское управление Красной Армии,

8) Управление боевой подготовки Красной Армии,

9) Управление противовоздушной обороны Красной Армии,

10) Управление связи Красной Армии,

11) Управление военно-химической защиты Красной Армии,

12) Управление снабжения горючим Красной Армии,

13) Управление высших военно-учебных заведений Красной Армии,

14) Управление военно-учебных заведений Красной Армии,

15) Управление кадров Красной Армии,

16) Санитарное управление Красной Армии,

17) Ветеринарное управление Красной Армии,

18) Управление делами при Народном комиссаре обороны,

19) финансовый отдел при народном комиссаре обороны.

Инспекции при народном комиссаре обороны:

1) Инспекция пехоты Красной Армии,

2) Инспекция кавалерии Красной Армии,

3) Инспекция артиллерии Красной Армии,

4) Инспекция автобронетанковых войск Красной Армии,

5) Инспекция Военно-воздушных сил Красной Армии,

6) Инспекция инженерных войск Красной Армии,

7) Инспекция связи Красной Армии.

2.  Назначаются:

Начальником Управления связи — генерал-майор Гапич И. И.

Начальником Управления военно-химической защиты — генерал-майор технических войск Мельников П. Г.

Начальником Управления снабжения горючим — генерал-майор танковых войск Котов П. В.

Начальником Управления высших военно-учебных заведений — генерал-лейтенант Сафронов Г. П.

Начальником Управления военно-учебных заведений — генерал-лейтенант Смирнов И. К.

Начальником Санитарного управления — бригврач Смирнов Е. И.

Начальником Ветеринарного управления — бригветврач Борковский К. И.

Начальником Управления делами при народном комиссаре обороны — генерал-майор Дратвин М. И.

Начальником финансового отдела при народном комиссаре обороны — генерал-майор интендантской службы Хотенко Я. А.

3. Приказываю:

1) Переименовать:

а)  Политическое управление Красной Армии в Главное управление политической пропаганды Красной Армии.

б) Управление по начальствующему составу Красной Армии в Управление кадров Красной Армии.

2) Включить 5-е Управление Красной Армии в состав Генерального штаба Красной Армии.

3) Расформировать:

а) Главное управление Красной Армии, его функции и дела передать Генеральному штабу Красной Армии.

б) Управление начальника пехоты, с обращением личного состава на укомплектование Инспекции пехоты.

в) Отдел изобретений НКО СССР, с передачей его функций и личного состава соответствующим главным управлениям.

Расформирование и передачу дел отдела изобретений НКО СССР главным управлениям возлагаю на моего заместителя Маршала Советского Союза т. Кулика.

г) Группу контроля при НКО СССР, передав её дела и переписку в Управление делами при народном комиссаре обороны СССР.

д) Инспекцию Осоавиахима, передав дела и функции Инспекции пехоты.

4) Передать:

а) Инспекцию физической подготовки и спорта Красной Армии в Инспекцию пехоты.

б) Инспекцию военных оркестров Красной Армии в Инспекцию пехоты.

в) Хозяйственный отдел ЦУ НКО в Управление делами при Народном комиссаре обороны СССР.

4.  Начальнику Генерального штаба Красной Армии представить мне к 5 августа штаты, а к 25 августа проект положения о Народном комиссариате обороны Союза ССР.

5. Реорганизацию центральных управлений НКО закончить к 20 августа с.г.

6. Приказы народного комиссара обороны Союза ССР 1939 г. № 0156 и № 0223 отменить.

Народный комиссар обороны СССР Маршал Советского Союза С. Тимошенко.
— РГВА. Ф. 4. On. 15. Д. 26. Л. 9-10 об. Типографский экз.

27 декабря 1940 г.

Приказываю:

1. Управление противовоздушной обороны Красной Армии преобразовать в Главное управление

противовоздушной обороны Красной Армии.

2. На начальника Главного управления противовоздушной обороны возложить руководство

организацией противовоздушной обороны территории Союза ССР и разработку вопросов и

использования всех средств ПВО: зенитной артиллерии, зенитных пулеметов, зенитных

прожекторов, истребительной авиации, выделенной для ПВО пунктов, аэростатов заграждения и службы ВНОС.

3. Начальнику Генерального штаба к 5 января 1941 г. представить на утверждение штаты и проект

положения о Главном управлении ПВО Красной Армии.

Народный комиссар обороны СССР Маршал Советского Союза С. Тимошенко
— РГВА. Ф. 4. Оп. 15. Д. 27. Л. 573. Типографский экэ.

13 февраля 1941 г.1

В соответствии с постановлением Правительства Союза ССР от 8 февраля 1941 года:

1. Сформировать при народном комиссаре обороны Союза ССР 3-е Управление, возложив на него

следующие задачи:

а) борьба с контрреволюцией, шпионажем, диверсией, вредительством и всякого рода

антисоветскими проявлениями в Красной Армии;

б) выявление и информирование командования соединений и частей Красной Армии о всех

недочетах в состоянии частей армии и о всех имеющихся компрометирующих материалах и

сведениях на военнослужащих Красной Армии.

2. Указанные задачи 3-е Управление НКО Союза ССР осуществляет путём:

а) организации агентурно-осведомительного аппарата в армии и среди гражданского населения,

имеющего непосредственное соприкосновение с войсковыми частями, учреждениями,

снабженческим аппаратом и отдельными военнослужащими;

б) ведения следствия по делам о контрреволюции, шпионаже, диверсии, измене родине,

вредительстве в Красной Армии и среди указанного выше гражданского населения и путём

производства в связи с этим обысков, арестов и выемок.

3. Установить, что вербовка агентуры среди указанного выше гражданского населения, а также

аресты среди них 3-е Управление НКО СССР и подчиненные ему периферийные органы

производят по согласованию с соответствующими органами HКГБ СССР по территориальности.

4. Назначить начальником 3-го Управления НКО СССР майора государственной безопасности т.

Михеева А.Н., предоставив ему права начальника

Главного управления HКО, согласно2 Положению о начальнике 3-го Управления HКО СССР3.

Прием дел, арестованных, кредитов, денежных ассигнований, имущества и автотранспорта

бывш[его] Особого отдела ГУГБ НКВД СССР — закончить в 5-дневный срок.

5. Начальнику 3-го Управления H КО СССР майору государственной безопасности т. Михееву

разработать и представить мне на утверждение положение о работе 3-го Управления H КО СССР.

6. Устанавливается следующий порядок подчинения органов 3-го Управления HКО СССР:

а) начальник 3-го Управления HКО СССР подчиняется народному комиссару обороны Союза

ССР;

б) начальник третьего отдела военного округа (фронта) подчиняется начальнику 3-го Управления

HКО и народному комиссару обороны Союза ССР;

в) начальник третьего отдела армии подчиняется начальнику третьего отдела округа (фронта) и

командующему войсками округа (фронта);

г) начальник третьего отдела корпуса, не входящего в состав армии, подчиняется начальнику

третьего отдела округа (фронта) и командующему войсками округа (фронта);

д) начальник третьего отдела корпуса, входящего в состав армии, подчиняется начальнику

третьего отдела армии и командующему армией;

е) начальник третьего отделения дивизии подчиняется начальнику третьего отдела корпуса и

командиру корпуса;

ж) уполномоченный третьего отделения в полку подчиняется начальнику третьего отделения

дивизии и командиру дивизии.

7. Начальнику 3-го Управления НКО СССР майору государственной безопасности т. Михееву

представить мне на утверждение структуру, штаты, расстановку личного состава и тарифный

перечень 3-го Управления НКО СССР и подчиненных ему органов.

Все назначения и перемещения оперативного состава от уполномоченного и выше отдавать моим

приказом.

8. Распространить на личный состав 3-го Управления и его органов действие уставов Красной

Армии4.

95. Внутренний распорядок, командирская специальная подготовка в 3-м Управлении НКО

СССР и его органов организуется начальниками органов отдельно от общевойсковой учебы, исходя

из особенностей оперативной работы6;

10. Командиры дивизий, корпусов, командующие армий и округов (фронтов) налагают взыскания

наличный состав органов 3-го Управления за проступки, не связанные с выполнением оперативных

заданий.

11. Распространить на личный состав 3-го Управления НКО СССР и подчиненных ему органов

действие приказа НКО СССР за № 227 от 26 июля 1940 года7 о порядке обращения по служебным

вопросам и принесения жалоб военнослужащими.

12. О роли и задачах 3-го Управления НКО СССР разъяснить всему начсоставу Красной Армии до

командира взвода включительно.

Народный комиссар обороны Союза ССР Маршал Советского Союза Тимошенко

Примечания::
1. На 1-м листе подлинника документа имеется резолюция: «Приказ довести до командующих округов (фронта), армий и соответствующих 3-х отделов. Михеев».
2. Далее в тексте подлинника документа напечатанные слова «утверждённого мною» вычеркнуты.
3. Положение не публикуется, частично опубликовано в сб.: 1941 год. Кн. I. С. 763—765 (док. № 318). При первой публикации ошибочно указан № и дата приказа НКО СССР.
4. Далее в тексте подлинника документа напечатанное слово «причем» вычеркнуто.
5. Цифра «9» вписана от руки вместо напечатанного «а)». Соответственно цифра «10» вписана от руки вместо напечатанного «в)».
6. Далее в тексте подлинника документа был напечатан пункт «б)», вычеркнутый. В нем говорилось: «б) право наложения дисциплинарных взысканий на личный состав органов 3-го Управления предоставляется руководящему составу их в пределах утверждённого Положения о 3-м Управлении».
7. Приказ HКО СССР № 227 от 26 июля 1940 г. «О порядке обращения по служебным вопросам и принесения жалоб военнослужащими. Изменения Устава дисциплинарного и Устава внутренней службы».

— РГВА. Ф. 4. Оп. 11. Д. 62. Л. 57—60. Подлинник.

## Структура

### На 26.07.1940
1. Генеральный штаб Красной Армии,
2. Главное управление политической пропаганды Красной Армии,
3. Главное управление Военных Воздушных Сил Красной Армии,
4. Главное артиллерийское управление Красной Армии,
5. Главное автобронетанковое управление Красной Армии,
6. Главное военно-инженерное управление Красной Армии,
7. Главное интендантское управление Красной Армии,
8. Управление боевой подготовки Красной Армии,
9. Управление противовоздушной обороны Красной Армии,
10. Управление связи Красной Армии,
11. Управление военно-химической защиты Красной Армии,
12. Управление снабжения горючим Красной Армии,
13. Управление высших военно-учебных заведений Красной Армии,
14. Управление военно-учебных заведений Красной Армии,
15. Управление кадров Красной Армии,
16. Санитарное управление Красной Армии,
17. Ветеринарное управление Красной Армии,
18. Управление делами при Народном комиссаре обороны,
19. Финансовый отдел при Народном комиссаре обороны.